# Lycium europaeum
Lycium europaeum ist eine Pflanzenart aus der Gattung der Bocksdorne (Lycium). Diese Art kommt vor allem im Mittelmeerraum und in Portugal vor.

## Beschreibung
Lycium europaeum ist ein Strauch, der Wuchshöhen von 1 bis 4 m erreicht. Die steifen Zweige sind mit stumpfen Dornen besetzt. Die einfachen Laubblätter sind 20 bis 50 mm lang, 3 bis 10 mm breit und sind für gewöhnlich umgekehrt lanzettlich.
Die gestielten, zwittrigen Blüten stehen einzeln oder in Gruppen von zwei, seltener drei. Die Kelchblätter sind glockenförmig verwachsen und 2 bis 3 mm groß, mit fünf Kelchzähne oder zwei Kelchlappen. Die rosa oder weiß gefärbte Blütenkrone hat einen Durchmesser von 11 bis 13 mm, ist eng trichterförmig und bildet 3 bis 4 mm große Kronlappen. Die Staubblätter stehen meist aus der Krone hervor, die Staubfäden sind unbehaart, mehr oder weniger ungleichförmig.
Die beerenförmige Frucht ist rot und hat einen Durchmesser von etwa 8 mm.
Die Chromosomenzahl beträgt 2n = 24.

## Inhaltsstoffe
Die Pflanze ist durch ihren Gehalt an Alkaloiden, wie zum Beispiel Solasodin, giftig.

## Vorkommen
Diese Art ist vor allem im Mittelmeerraum und in Portugal verbreitet. Nach Belegen kommt sie in Albanien, auf den Balearen, in Frankreich, Griechenland, Spanien, Italien, Jugoslawien, Portugal, auf Sardinien und Sizilien, sowie in der Türkei vor, nicht gesichert ist das Vorkommen auf Korsika und Kreta. In vielen Teilen des Verbreitungsgebietes ist die Art höchstwahrscheinlich eingeführt.

## Systematik
Teilweise werden zwei Varietäten unterschieden, die von einigen Quellen jedoch auch als einzelne Arten geführt werden.
- Lycium europaeum var. europaeum
- Lycium europaeum var. ramulosum (Dunal) Fiori

Letztere unterscheidet sich unter anderem durch kleinere Blätter und größere Blüten und einen kleineren Habitus von der ersten Varietät, wird jedoch teilweise als Lycium intricatum Boiss. bezeichnet.
Nach molekularbiologischen Untersuchungen ist die Art am nächsten mit Lycium depressum verwandt. Beide sind in einer großen monophyletischen Klade aus altweltlichen Arten der Gattung eingeordnet, die genauen Verwandtschaftsbeziehungen innerhalb der Klade sind jedoch noch ungeklärt.

## Nutzung
Obwohl die Pflanze giftige Alkaloide enthält, gibt es Berichte über die Verwendung als Nahrungsmittel. Danach werden die Früchte roh oder gekocht gegessen. Die Frucht enthält viele Vitamine und Mineralien, besonders Vitamin A, C und E, Flavonoide und andere bioaktive Substanzen. Grüne Pflanzenteile werden durch Kochen zubereitet.

## Ökologie
Lycium europaeum ist eine der Futterpflanzen der Raupen des Totenkopfschwärmers.